# Schuimkanon

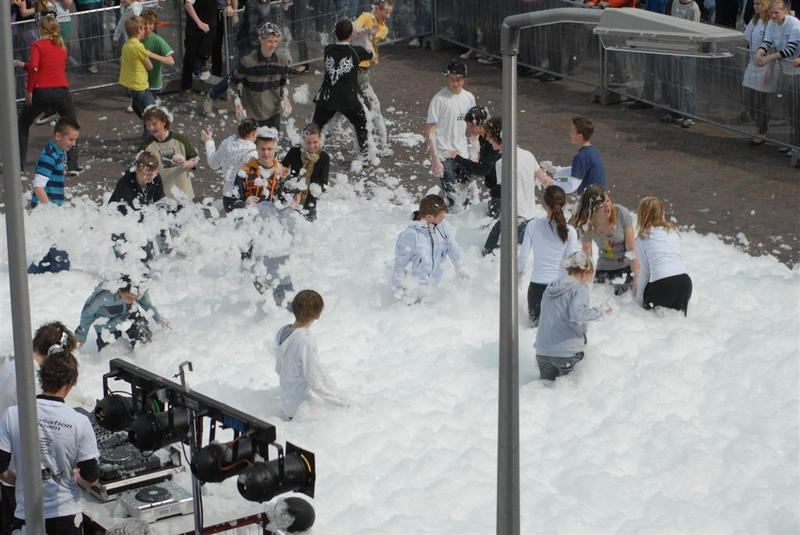
Schuimkanon op Het Drachtster Lyceum.

Een schuimkanon is een apparaat op wielen dat schuim genereert. Dit apparaat is ontwikkeld voor amusement, voornamelijk voor discotheken, pleinfeesten of concerten. Een goed schuimkanon is geschikt voor schuimparty's en evenementen waar een groot oppervlak moet worden bereikt. 